# Blasenkirschen

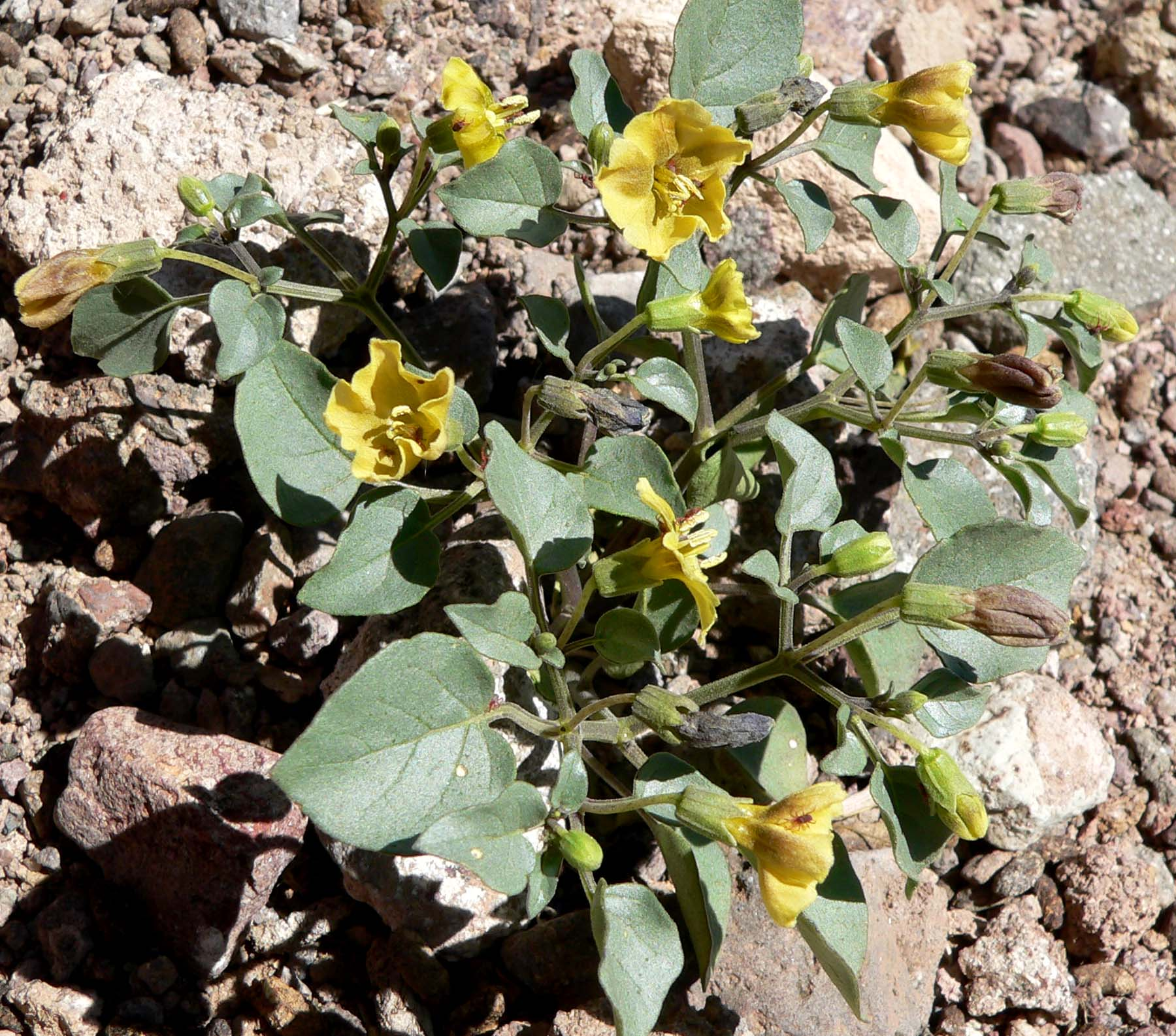
Physalis crassifolia

Die Blasenkirschen (Physalis), auch Judenkirschen genannt, sind eine Gattung aus der Familie der Nachtschattengewächse (Solanaceae). Die meisten der etwa 75 bis 90 Arten sind auf dem amerikanischen Kontinent beheimatet, während in Europa nur die Lampionblume (Physalis alkekengi) vorkommt. Auffallend sind vor allem die Früchte, die komplett von einem sich vergrößernden, laternenförmigen Blütenkelch umschlossen werden. Einige Arten der Gattung, beispielsweise die oft nur als Physalis bezeichnete Kapstachelbeere, werden als Obst- und Gemüsepflanzen angebaut, andere für Dekorationszwecke genutzt.

## Beschreibung

### Vegetative Merkmale
Blasenkirschen sind einjährige oder (seltener) ausdauernde krautige Pflanzen, die aufrecht, niederliegend buschig oder in Ausnahmefällen schwach kriechend wachsen.
Je nach Art werden die Pflanzen zwischen 0,2 und 0,6 m (selten 0,1 bis zu 0,7 m) groß. Die wahrscheinlich in allen Arten hohle Sprossachse verzweigt sich sympodial. Einzelne Arten der Gattung weisen eine Behaarung an Blättern, Sprossachse und teilweise auch im Inneren der Blüte auf. Diese Behaarung variiert oftmals selbst innerhalb einer Art sehr stark. Die Trichome sind gerade oder gebogen, kurz oder lang, die Wuchsformen können einfach, gegabelt, verzweigt oder mit ein- oder vielzelligen Köpfen köpfchenförmig sein, in Ausnahmefällen kann die Basis der Trichome aus mehreren Zellen bestehen. Während beispielsweise P. alkekengi nahezu frostunempfindlich ist und auch harte Winter überdauert, gibt es andere Arten, die keinen Frost vertragen.
Die mehrjährigen Vertreter bilden meist dicke, holzige Rübenwurzeln, häufiger sind in der Gattung jedoch mehr oder weniger horizontal wachsende, brutknospenbildende Wurzeln zu finden, die tief in der Erde verankert sind und in Zusammenballungen von Rhizomen münden. Der gesamte unterirdische Teil der Pflanze kann sich über ein Gebiet mit einem Durchmesser von mehreren Metern ausdehnen.
Die wechselständig oder nicht selten auch paarweise stehenden Laubblätter sind einfach gebaut, ganzrandig bis grob gezähnt oder gelappt, sie können elliptisch, eiförmig, langgestreckt eiförmig, spatelförmig oder selten auch linealisch sein. Sie sind meist relativ dünn, nur in Ausnahmefällen dick. Die Blattspitze ist abgestumpft, scharfspitzig oder zugespitzt. Die Blattbasis ist unsymmetrisch, spitz zulaufend und am Stiel herablaufend oder herzförmig. Die Blattspreite hat eine Länge von 5 bis 11 cm (1,5 cm) und eine Breite von 4 bis 6 cm (1 cm). Der Blattstiel ist 2–4 cm (0,7–6 cm) lang.

### Blütenstände und Blüten

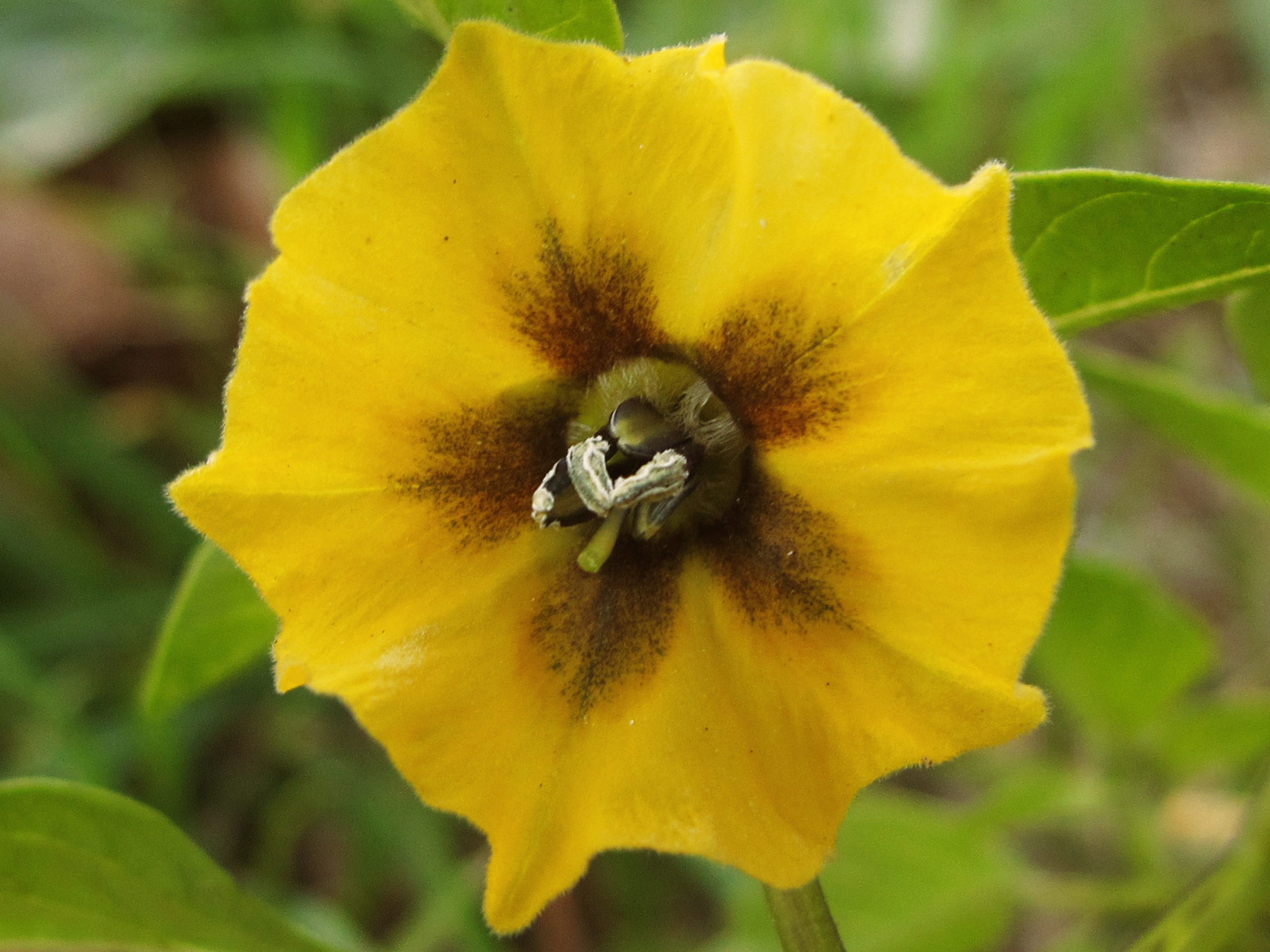
Blüte einer Tomatillo Physalis philadelphica

Die achselständigen Blüten stehen einzeln oder in Gruppen aus zwei bis sieben Blüten, meist sind sie herabhängend und stehen an 1,5–5 mm kurzen oder 11–35 mm (50 mm) langen Blütenstielen, die gelegentlich aus einem sehr kurzen Blütenstandsstiel entspringen. Der glockenförmige und radiärsymmetrische Kelch besitzt fünf Kelchzipfel oder ist tiefer in fünf Teile geteilt, wobei die Trennung nie mehr als zwei Drittel der Länge des Kelches beträgt. Diese Teile sind dreieckig, halb eiförmig oder lang und linealisch geformt, 4–10 mm (2–14 mm) lang und meist an der Basis eingestülpt. Die Krone ist radiärsymmetrisch, radförmig bis glockig-radförmig, in Ausnahmefällen (Physalis solanacea) auch urnenförmig. Der Durchmesser beträgt 10–20 mm (5–35 mm). Der Kronsaum ist meist gelb, selten auch weiß, in Ausnahmefällen (Physalis solanacea) lila bis violett. Die Krone ist einfarbig oder mit fünf violetten, violett-braunen oder grünlichen Punkten versehen, diese sind unauffällig, zusammenfließend oder aus mehreren kleineren Punkten bestehend. Der Rand ist mit fünf kurzen Zähnen, Zipfeln oder Lappen oder fünf längeren Abschnitten versehen, die weniger als die Hälfte der Länge der Krone ausmachen. Im Inneren der Kronröhre befindet sich meist ein Ring aus Trichomen, der unterschiedliche Gestalt und Ausmaße haben kann. Er ist durchgehend oder ist unterbrochen, so dass die einzelnen Sektoren alternierend zu den Staubblättern stehen.
Die fünf Staubblätter sind 1,5–3,5 mm (0,75–4,6 mm) lang und innerhalb einer Blüte gleich lang oder nur leicht unterschiedlich lang. Sie sind gelb oder selten blau. Die Staubfäden sind mit einer verbreiterten Basis am unteren Rand der Krone verwachsen und an der Basis oder der Rückseite der Basis der Staubbeutel fixiert. Die Theken der Staubbeutel stehen nur in einem kleinen zur Blütenmitte gerichteten Bereich frei voneinander, das Verbindungsgewebe zwischen den Theken ist breit. Die Staubfäden sind meist genauso lang oder länger als die Staubbeutel, nur selten auch kürzer, sie sind unbehaart oder mit nur wenigen Trichomen besetzt. Die Pollenkörner sind trizonocolpat (die drei Keimfalten liegen am Pollenäquator) und haben einen Durchmesser von 25 bis 29 µm, womit sie zu den mittelgroßen Pollenkörnern gehören. Die Pollenkornwand (Exine) ist glatt, netzartig, mit einzelnen freien Stacheln besetzt oder rau.
Der Fruchtknoten ist zweifächrig, der Griffel ist fast mittelständig und hohl, die Narbe ist kurz sattelförmig oder köpfchenförmig-eingedrückt, feucht, die fertile Fläche ist mit einzelligen flachen bis mittelgroßen Papillen besetzt. Um den Fruchtknoten befinden sich ringförmige Nektarien.

### Früchte und Samen

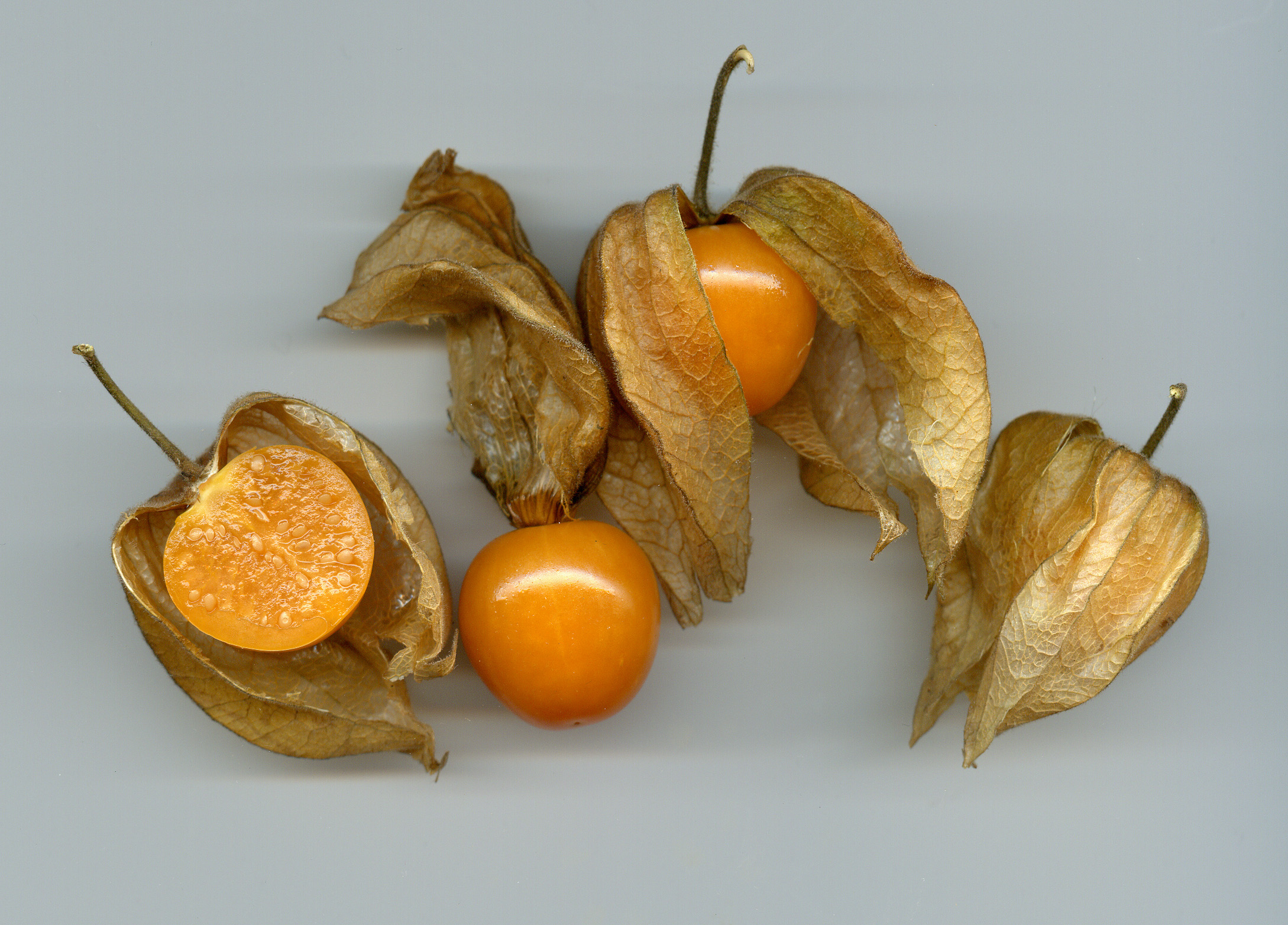
Reife Früchte der Kapstachelbeere

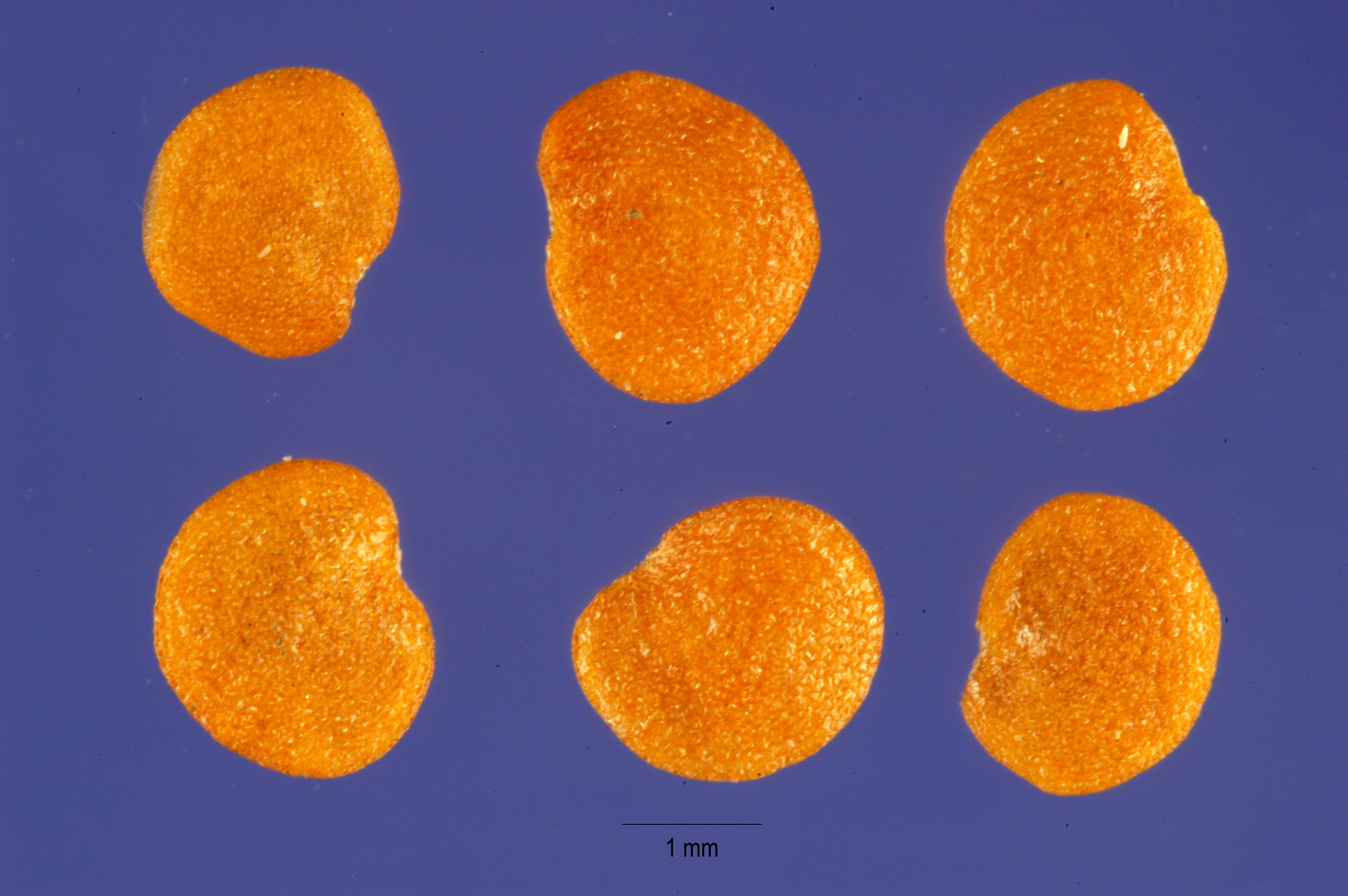
Samen der Lampionblume (Physalis alkekengi)

Nach der Befruchtung der Blüte werden zunächst die Kronblätter abgeworfen. Anschließend vergrößern sich die fünf Kelchblätter mit zunehmender Fruchtreife, so dass sie sich fast schließen und einen laternenförmigen Kelch um die sich entwickelnde Beere bilden. Bei Reife verfärbt sich diese Hülle gelblich bis kräftig orange. Die vergrößerten Kelchblätter haben eine Länge von 6 bis 15 mm (4–25 mm).
Die Beere selbst ist kugelig bis leicht abgeplattet, 4–7 oder 10–16 mm (20 mm) groß. Je nach Art sind die reifen Früchte grün bis gelb oder mandarinfarben, teilweise sind sie auch rot oder violett überzogen. Sie beinhalten eine große Anzahl (100 bis 180, in einigen Arten aber auch nur 5 bis 16) an kleinen, linsenförmigen, hell gelb-braunen Samen. Diese haben eine Größe von 1,5 bis 2,4 mm (1,2–2,8 mm) und sind von parenchymatischen Zellen umgeben, deren Ursprung die Plazenta und das Perikarp sind. Die Oberfläche der Samen ist netzartig, wabenartig oder faltig-warzig. Der Embryo ist gedreht oder fast gedreht, die Keimblätter kürzer als der restliche Embryo, Endosperm ist reichlich vorhanden.

## Verbreitung und Standorte
Die meisten Arten der Gattung stammen aus dem Gebiet zwischen Mittelamerika und dem Süden der USA, einzig der Ursprung der Lampionblume (Physalis alkekengi) wird in China oder möglicherweise auch in Europa vermutet. Die meisten Arten wachsen in Mexiko, davon sind zwei Drittel dort endemisch. Nur zwölf Arten sind auch in Südamerika anzutreffen. Viele Arten haben sich über die ursprünglichen Verbreitungsgebiete hinaus ausgebreitet, so ist beispielsweise Physalis alkekengi auch im Nordosten der USA anzutreffen und Physalis philadelphica wurde unter anderem in die Türkei eingeschleppt.
In Süddeutschland wurden schon in keltischer Zeit Kulturen angebaut.
Sie wachsen zwischen Meereshöhe und Höhenlagen von 2300 bzw. 2700 m in Wäldern, als Ruderalpflanzen oder an gestörten Standorten mit Sekundärvegetation.

## Systematik

### Botanische Geschichte und Namensgebung

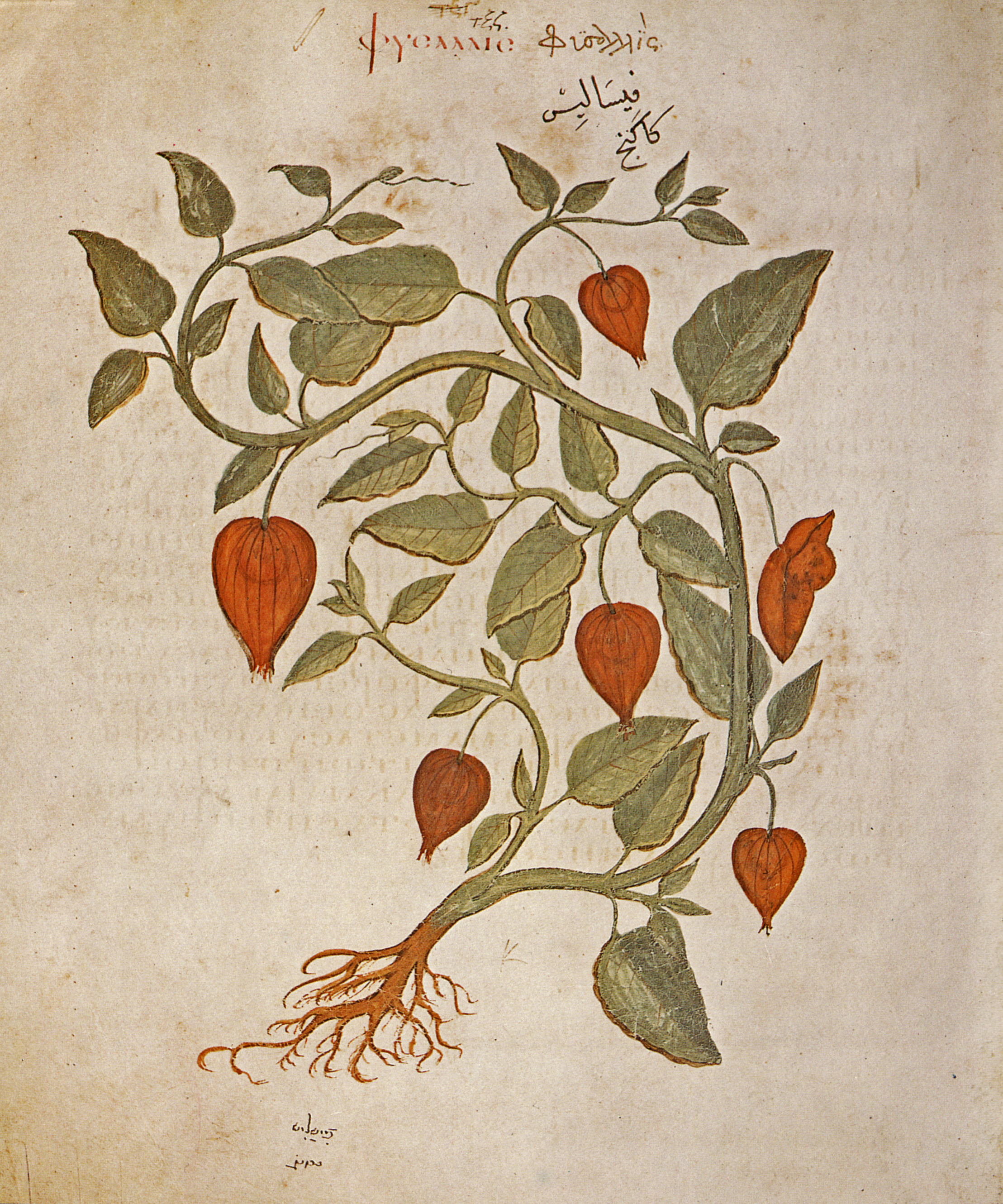
Judenkirsche oder Schlafmachende Schlutte. Pflanzenbild aus dem Wiener Dioskurides, fol. 359 verso (vor 512)

Die Verwendung des Namens Physalis ist bereits aus Werken von Dioscurides belegt. Der Begriff leitet sich vom griechischen physa („Blase“) ab. Der Name Judenkirsche leitet sich von der Form des umgebenden Lampions (des Blütenkelchs) ab, der in seiner Form und Farbe den nach diversen Kleiderordnungen für Juden vorgeschriebenen Hüten gleicht, die sich wiederum von der phrygischen Mütze ableiten lassen. Üblich waren diese Hüte seit dem Frühmittelalter.

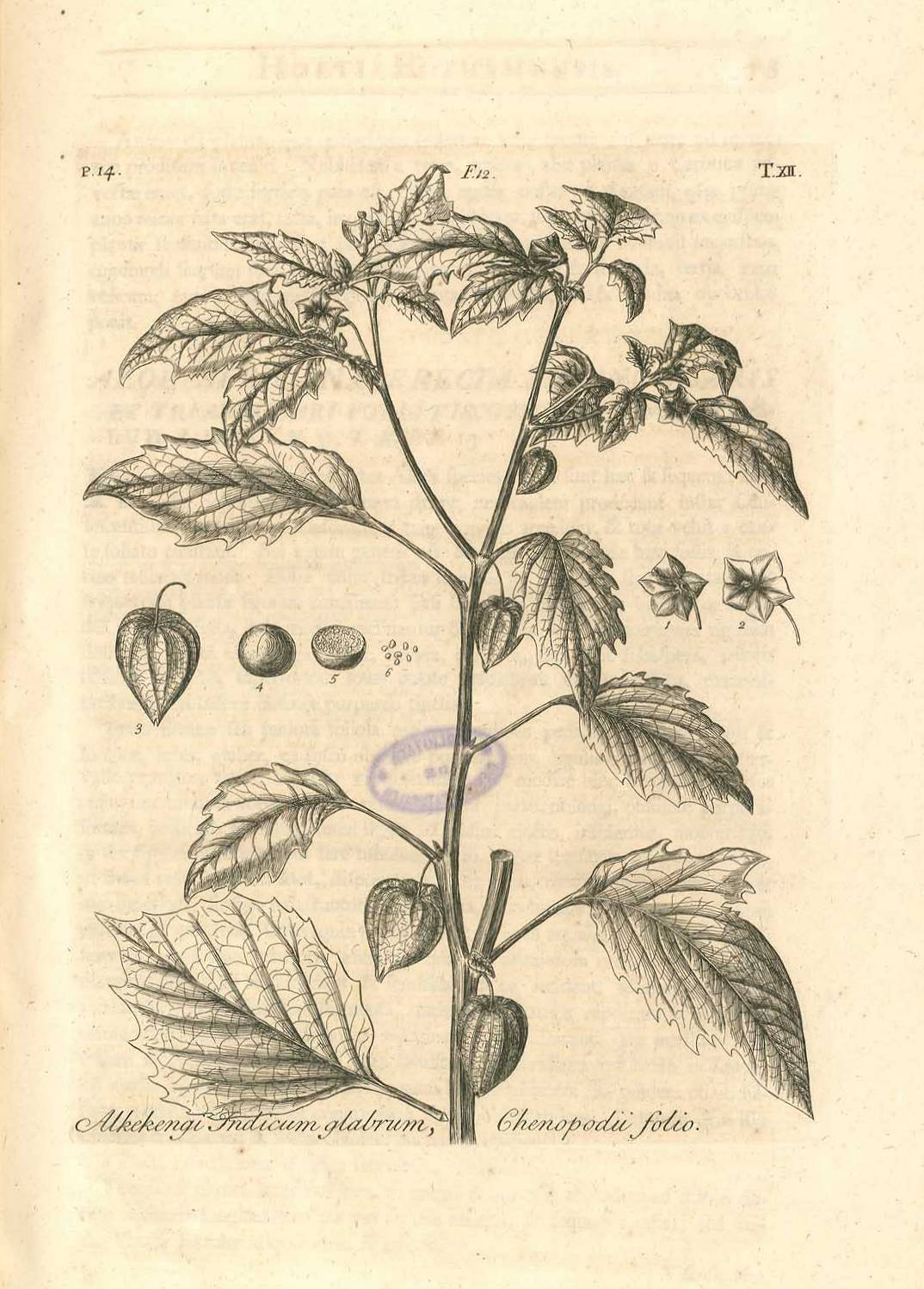
Zeichnung aus J. J. Dillenius’ Hortus Elthamensis (1732)

Eine erste bekannte graphische Darstellung der in Europa vorkommenden Lampionblume (Physalis alkekengi) stammt aus dem Julianae Aniciae Codex (Wiener Dioskurides), der auf etwa 512 datiert ist. Auch in späteren, mittelalterlichen Kräuterbüchern sind verschiedene bildliche Darstellungen dieser Art zu finden. Eine erste Abbildung einer aus Amerika stammenden Art ist wahrscheinlich die Zeichnung von Physalis philadelphica aus Francisco Hernandez’ Nova plantarum, animalum et mineralium mexicanorum historia von 1651. Vor der Einführung der binären Nomenklatur durch Carl von Linné wurden verschiedene Namen wie Solanum vesicarium vulgatius repens, fructu et vesica rubra (Robert Morison), Alkekengi barbadense nanum, Alliariae folio (Johann Jacob Dillen) oder Alkekengi virginianum fructo luteo (Louis Feuillée) verwendet.
Linné beschrieb 1753 in seinem Werk Species Plantarum die Gattung Physalis mit insgesamt neun Arten, davon fünf ausdauernde und vier einjährige Arten. Bald darauf wurden eine Vielzahl weiterer Arten beschrieben, so dass beispielsweise 1817 im Werk Systema Vegetabilium von Johann Jacob Römer und Joseph August Schultes insgesamt 37 Arten beschrieben wurden. Oftmals waren die Artbeschreibungen jedoch unsorgfältig aufgestellt worden, so dass Christian Gottfried Daniel Nees von Esenbeck 1831 feststellte, dass die Gattung Physalis ein „merkwürdiges Beispiel von Synonymen-Anhäufungen“ sei, da man „die schon bezeichneten Arten immer und immer wieder neu bezeichnete, ohne sich Rechenschaft zu geben, wo nun die alten Arten, die sich dem Blicke entzogen hatten, verborgen liegen möchten.“ Er reduzierte die bekannten Arten der Gattung auf nur noch 17. Die drei von ihm aufgestellten, aber nicht benannten Sektionen wurden 1837 durch George Don benannt. In Physalodendron wurden die verholzenden Arten, in Eurostorhiza die ausdauernden, rhizomatischen Arten und in Epeteiorhiza die einjährigen Arten eingeordnet. Eine vierte von ihm eingeführte Sektion Anomalae enthielt zwei Arten mit röhrenförmigen Kelchen. Seine Vermutung, dass diese Arten wahrscheinlich eine andere Gattung darstellten, sollte sich später als richtig erweisen – heute werden diese Arten zur Gattung Deprea gestellt.
Weitere Bearbeitungen der Gattung mit verschiedenen Einteilungen erfolgten 1852 durch Michel Félix Dunal, der nur zwei von Dons Sektionen anerkannte, sowie 1896 durch Per Axel Rydberg, der keine der vorher beschriebenen Sektionen benutzte und die Gattung in drei eigene Sektionen einteilte. Zwei dieser Sektionen waren monotypisch, die dritte (Euphysalis, heute als Sektion Physalis geführt) wurde wiederum in sieben Artengruppen eingeteilt.
Im 20. Jahrhundert beschäftigte sich zunächst Margaret Y. Menzel (1951) umfassend mit der Gattung, sie führte unter anderem Kreuzungsversuche mit 28 Arten durch und lieferte für diese karyologische Daten. Die von Rydberg zuvor aufgestellten Artengruppen wurden durch sie zu Sektionen erhoben. Eine Zusammenfassung aller bis dahin vorgenommenen Behandlungen der Gattung wurde 1989 durch Radovan Hendrych veröffentlicht, letzte große taxonomische Betrachtungen erfolgten 1994 und 1999 durch Mahinda Martínez. Bis auf die Ausgliederung der Gattung Quincula wurde diese Einteilung auch durch phylogenetische Untersuchungen bestätigt.

### Externe Systematik
Während ein vergrößerter Fruchtkelch innerhalb der gesamten Familie der Nachtschattengewächse beobachtet werden kann, ist eine Aufblähung, wie sie bei den Blasenkirschen beobachtet werden kann, sehr selten. Somit ist es meistens sehr leicht, Blasenkirschen von anderen Vertretern der Nachtschattengewächse zu unterscheiden. Durch morphologische Ähnlichkeiten, vor allem in Bezug auf den vergrößerten Kelch, wurden eine Vielzahl von Gattungen als physaloid beschrieben. Bei vielen dieser physaloiden Gattungen, wie z. B. Archiphysalis, Athenaea, Deprea, Exodeconus, Jaltomata, Larnax, Nicandra, Physalisatrum oder Saracha konnte durch cpDNA-Analyse keine nahe Verwandtschaft zu Physalis festgestellt werden.
Unstimmigkeiten gibt es vor allem bei der Einordnung unterhalb des Subtribus Physalinae, besonders Margaranthus solanaceous (beziehungsweise Physalis solanacea) und Quincula lobata (beziehungsweise Physalis lobata) werden von unterschiedlichen Autoren entweder als eigenständige Gattungen mit jeweils einer Art gehandelt, oder der Gattung der Blasenkirschen zugeordnet.
Die externe Systematik der Gattung Blasenkirschen stellt sich wie folgt dar (zitiert nach Olmstead et al.):
- Familie: Nachtschattengewächse
  - Tribus: Physaleae
    - Subtribus: Physalinae
      - Gattung: Brachistus
      - Gattung: Leucophysalis
      - Gattung: Margaranthus (Gattungsstatus unter Vorbehalt)
      - Gattung: Oryctes
      - Gattung: Quincula (Gattungsstatus unter Vorbehalt)
      - Gattung: Physalis
      - Gattung: Tzeltalia (nach Olmstead et al.[13] aus der Gattung Physalis entfernt, aber aus morphologischen Gründen von Whitson[3] dem Subtribus zugeordnet)
      - Gattung: Witheringia

Einen anderen Vorschlag zur Zuordnung verschiedener Gattungen zum Subtribus Physalinae stellte Armando Hunziker 2000 vor, er nahm nur die Gattungen Physalis, Quincula, Leucophysalis und Chamaesaracha auf.

### Interne Systematik
Die Gattung der Blasenkirschen umfasst schätzungsweise 75 bis 90 Arten. Wie bei vielen Gattungen der Familie der Nachtschattengewächse ist eine allgemein anerkannte Systematik noch nicht aufgestellt worden und wird durch neue Forschungsergebnisse immer wieder ergänzt.
In der letzten Revision der Systematik der Gattung Physalis wurde sie 1999 von Martinez in vier Untergattungen mit zwölf Sektionen eingeteilt. Dabei wurden unter anderem die vorher als eigenständig geführten Gattungen Quincula und Margaranthus den Blasenkirschen untergeordnet.
Dementsprechend ist die interne Systematik dieser Gattung wie folgt gegliedert: (erweitert nach  und , Änderungen mit * gekennzeichnet)
| - Blasenkirschen (Physalis) - Untergattung Physalis - Lampionblume (Physalis alkekengi L., Syn. Physalis franchetii Mast.) - Untergattung Physalodendron (G.Don) M.Martínez - Physalis arborescens L. - Physalis melanocystis Bitter - Untergattung Quincula (Raf.) M.Martínez - Quincula lobata (Torr.) Raf. (Syn. Physalis lobata Torr.) - Untergattung Rydbergis Hendrych - Sektion Angulatae (Rydb.) M.Y.Menzel - Physalis acutifolia (Miers) Sandwith - Physalis ampla Waterf. - Physalis angulata L. - Physalis carnosa Standley - Physalis crassifolia Benth. - Physalis lagascae Roem. & Schult. - Physalis microcarpa Urb. & Eckman - Tomatillo (Physalis philadelphica Lam.) - Physalis solanacea (Schltdl.) Axelius (Syn. Margaranthus solanaceous Schltdl.) - Physalis sulphurea (Fernald) Waterf. - Sektion Campanulae M.Martínez - Physalis campanula Standl. & Steyerm. - Physalis glutinosa Schltdl. - Sektion Coztomatae M.Martínez - Physalis aggregata Waterf. - Physalis angustior Waterf. - Physalis chenopodiifolia Lam. - Physalis coztomatl Dunal - Physalis greenmanii Waterf. - Physalis hintonii Waterf. - Physalis jaliscensis Waterf. (Syn.: Physalis waterfallii Vargas, M. Martínez & Dávila): Sie kommt in Mexiko vor. - Physalis lassa Standley & Steyerm. * - Physalis lignescens Waterf. * - Physalis longiloba Vargas, M. Martínez & Dávila * - Physalis longipedicellata Waterf. - Physalis mcvaughii Waterf. * - Physalis orizabae Dunal * - Physalis pennellii Waterf. - Physalis philippiensis Fernald - Physalis pringlei Greenm. - Physalis sancti-josephi Dunal - Physalis subrepens Waterf. - Sektion Epeteiorhiza G.Don - Physalis angustiphysa Waterf. - Physalis cordata Mill. - Physalis grisea (Waterf.) M. Martínez - Physalis ignota Britton - Physalis latiphysa Waterf. - Physalis leptophylla B.L. Rob. & Greenm. - Physalis minuta Griggs - Physalis missouriensis Mack. & Bush - Physalis neomexicana Rydb. - Physalis nicandroides Schltdl. - Physalis patula Mill. - Physalis porrecta Waterf. - Physalis pruinosa L. - Physalis pubescens L. - Physalis tamayoi Vargas, M. Martínez & Dávila *: Sie kommt im südwestlichen Mexiko vor. - Sektion Lanceolatae (Rydb.) M.Y.Menzel - Physalis caudella Standl. - Physalis fendleri A. Gray - Physalis gracilis Miers - Physalis hastatula Waterf. - Physalis hederifolia A. Gray - Physalis heterophylla Nees - Physalis ingrata Standley - Physalis lanceolata Michx.: Sie kommt in Georgia, North Carolina und South Carolina vor. - Physalis longifolia Nutt. - Physalis muelleri Waterf. - Kapstachelbeere (Physalis peruviana L.) - Physalis pumila Nutt. - Physalis queretaroensis M. Martinez & L. Hernandez *: Sie kommt im nordöstlichen Mexiko vor. - Physalis sordida Fernald - Physalis virginiana Mill.: Sie kommt in Kanada und in den Vereinigten Staaten vor. - Physalis volubilis Waterf. - Sektion Rydbergae M.Martínez - Physalis minimaculata Waterf. - Physalis rydbergii Fernald - Sektion Tehuacanae M.Martínez - Physalis tehuacanensis Waterf. - Sektion Viscosae (Rydb.) M.Y.Menzel - Physalis angustifolia Nutt. - Physalis cinerascens A.S. Hitchcock - Physalis mollis Nutt. - Physalis vestita Waterf. - Physalis viscosa L.: Sie kommt in Bolivien, Argentinien und Paraguay vor. - Physalis walteri Nutt. |

Nach der Revision von Martínez (1999) wurden Physalis amphitricha, Physalis calidaria, Physalis parvianthera und Physalis microphysa aus der Gattung ausgeschlossen. Die ersten zwei Arten wurden später der Gattung Tzeltalia zugeordnet, für die übrigen zwei Arten steht eine Zuordnung zu anderen Gattungen noch aus. Arten mit ungewisser Zuordnung innerhalb der Physalis sind Physalis jaliscensis Waterf. und Physalis lassa Standley & Steyerm. (beide in Sektion Coztomatae vermutet) sowie Physalis lignescens (möglicherweise synonym zu Physalis pubescens). In der Flora de Jalisco (2003), die sich an der Revision Martínez’ orientiert, wurde Physalis lassa in die Sektion Coztomatae eingeordnet und Physalis lignescens als eigenständige Art, ebenfalls in Sektion Coztomatae anerkannt. Die Art Physalis carpenteri galt bis 2012 als einzige Art der Sektion Carpenterianae, da jedoch keine nähere Verwandtschaft zu den restlichen Arten der Gattung festgestellt werden konnte, wurde sie von Maggie Whitson in eine eigene Gattung Calliphysalis verschoben.

### Phylogenetik
2005 wurden durch Whitson phylogenetische Untersuchungen zur Bestätigung dieser Aufteilung durchgeführt. Nur die Untergattung Rydbergis hat sich – nach Ausschluss der Sektion Carpenterianae – durch diese Untersuchungen als monophyletisch erwiesen, die Einordnung von Margaranthus in die Gattung Physalis konnte durch Eingliederung in diese Untergattung bestätigt werden. Die meisten Arten dieser Untergattung zeichnen sich durch krautiges Wachstum, einzelstehende Blüten, ungelappte gelbe Kronblätter und einen stark vergrößerten Fruchtkelch aus. Arten, die nicht in diese Untergattung fallen, zeichnen sich durch abweichende morphologische Merkmale, wie mehreren Blüten pro Sprossknoten, gelappte weiße oder violette Kronblätter oder eine untypische Fruchtkelchvergrößerung aus. Die Gattung der Blasenkirschen im bisher anerkannten Umfang hat sich als paraphyletisch erwiesen, eine Ausgliederung der Art Physalis lobata in eine monotypische Gattung Quincula wurde durch die Ergebnisse unterstützt.
|  | Sektion Carpenterianae (2012 als Gattung Calliphysalis beschrieben) |
|  |                                                                     |
|  | Untergattung Physalis                                               |
|  |                                                                     |

|  | Untergattung Physalodendron                                                                            |
|  | |
|  | \| \| Chamaesaracha \| \| \| \| \| \| Untergattung Rydbergis (ohne Sektion Carpenterianae) \| \| \| \| |
|  | |
|  | Chamaesaracha                                                                                          |
|  | |
|  | Untergattung Rydbergis (ohne Sektion Carpenterianae)                                                   |
|  | |

|  | Chamaesaracha                                        |
|  |                                                      |
|  | Untergattung Rydbergis (ohne Sektion Carpenterianae) |
|  |                                                      |

|  | Untergattung Physalodendron                                                                            |
|  | |
|  | \| \| Chamaesaracha \| \| \| \| \| \| Untergattung Rydbergis (ohne Sektion Carpenterianae) \| \| \| \| |
|  | |
|  | Chamaesaracha                                                                                          |
|  | |
|  | Untergattung Rydbergis (ohne Sektion Carpenterianae)                                                   |
|  | |

|  | Chamaesaracha                                        |
|  |                                                      |
|  | Untergattung Rydbergis (ohne Sektion Carpenterianae) |
|  |                                                      |

|  | Untergattung Physalodendron                                                                            |
|  | |
|  | \| \| Chamaesaracha \| \| \| \| \| \| Untergattung Rydbergis (ohne Sektion Carpenterianae) \| \| \| \| |
|  | |
|  | Chamaesaracha                                                                                          |
|  | |
|  | Untergattung Rydbergis (ohne Sektion Carpenterianae)                                                   |
|  | |

|  | Chamaesaracha                                        |
|  |                                                      |
|  | Untergattung Rydbergis (ohne Sektion Carpenterianae) |
|  |                                                      |

|  | Untergattung Physalodendron                                                                            |
|  | |
|  | \| \| Chamaesaracha \| \| \| \| \| \| Untergattung Rydbergis (ohne Sektion Carpenterianae) \| \| \| \| |
|  | |
|  | Chamaesaracha                                                                                          |
|  | |
|  | Untergattung Rydbergis (ohne Sektion Carpenterianae)                                                   |
|  | |

|  | Chamaesaracha                                        |
|  |                                                      |
|  | Untergattung Rydbergis (ohne Sektion Carpenterianae) |
|  |                                                      |

|  | Sektion Carpenterianae (2012 als Gattung Calliphysalis beschrieben) |
|  |                                                                     |
|  | Untergattung Physalis                                               |
|  |                                                                     |

|  | Untergattung Physalodendron                                                                            |
|  | |
|  | \| \| Chamaesaracha \| \| \| \| \| \| Untergattung Rydbergis (ohne Sektion Carpenterianae) \| \| \| \| |
|  | |
|  | Chamaesaracha                                                                                          |
|  | |
|  | Untergattung Rydbergis (ohne Sektion Carpenterianae)                                                   |
|  | |

|  | Chamaesaracha                                        |
|  |                                                      |
|  | Untergattung Rydbergis (ohne Sektion Carpenterianae) |
|  |                                                      |

|  | Untergattung Physalodendron                                                                            |
|  | |
|  | \| \| Chamaesaracha \| \| \| \| \| \| Untergattung Rydbergis (ohne Sektion Carpenterianae) \| \| \| \| |
|  | |
|  | Chamaesaracha                                                                                          |
|  | |
|  | Untergattung Rydbergis (ohne Sektion Carpenterianae)                                                   |
|  | |

|  | Chamaesaracha                                        |
|  |                                                      |
|  | Untergattung Rydbergis (ohne Sektion Carpenterianae) |
|  |                                                      |

|  | Untergattung Physalodendron                                                                            |
|  | |
|  | \| \| Chamaesaracha \| \| \| \| \| \| Untergattung Rydbergis (ohne Sektion Carpenterianae) \| \| \| \| |
|  | |
|  | Chamaesaracha                                                                                          |
|  | |
|  | Untergattung Rydbergis (ohne Sektion Carpenterianae)                                                   |
|  | |

|  | Chamaesaracha                                        |
|  |                                                      |
|  | Untergattung Rydbergis (ohne Sektion Carpenterianae) |
|  |                                                      |

|  | Untergattung Physalodendron                                                                            |
|  | |
|  | \| \| Chamaesaracha \| \| \| \| \| \| Untergattung Rydbergis (ohne Sektion Carpenterianae) \| \| \| \| |
|  | |
|  | Chamaesaracha                                                                                          |
|  | |
|  | Untergattung Rydbergis (ohne Sektion Carpenterianae)                                                   |
|  | |

|  | Chamaesaracha                                        |
|  |                                                      |
|  | Untergattung Rydbergis (ohne Sektion Carpenterianae) |
|  |                                                      |

Kladogramm vereinfacht nach
Die für die Gattung namensgebende Stammart Physalis alkekengi erwies sich als kladistisch weit entfernt von den meisten anderen Arten der Gattung. Zur Auflösung der dadurch entstehenden taxonomischen Probleme innerhalb der Gattung müssten entweder alle Arten bis auf Physalis alkekengi einer neuen Gattung zugeordnet werden, oder die Gattung müsste innerhalb des Subtribus Physalinae erweitert werden, so dass alle sich momentan dort befindlichen Gattungen einer gemeinsamen Gattung Physalis zugeordnet werden.

## Bedeutung

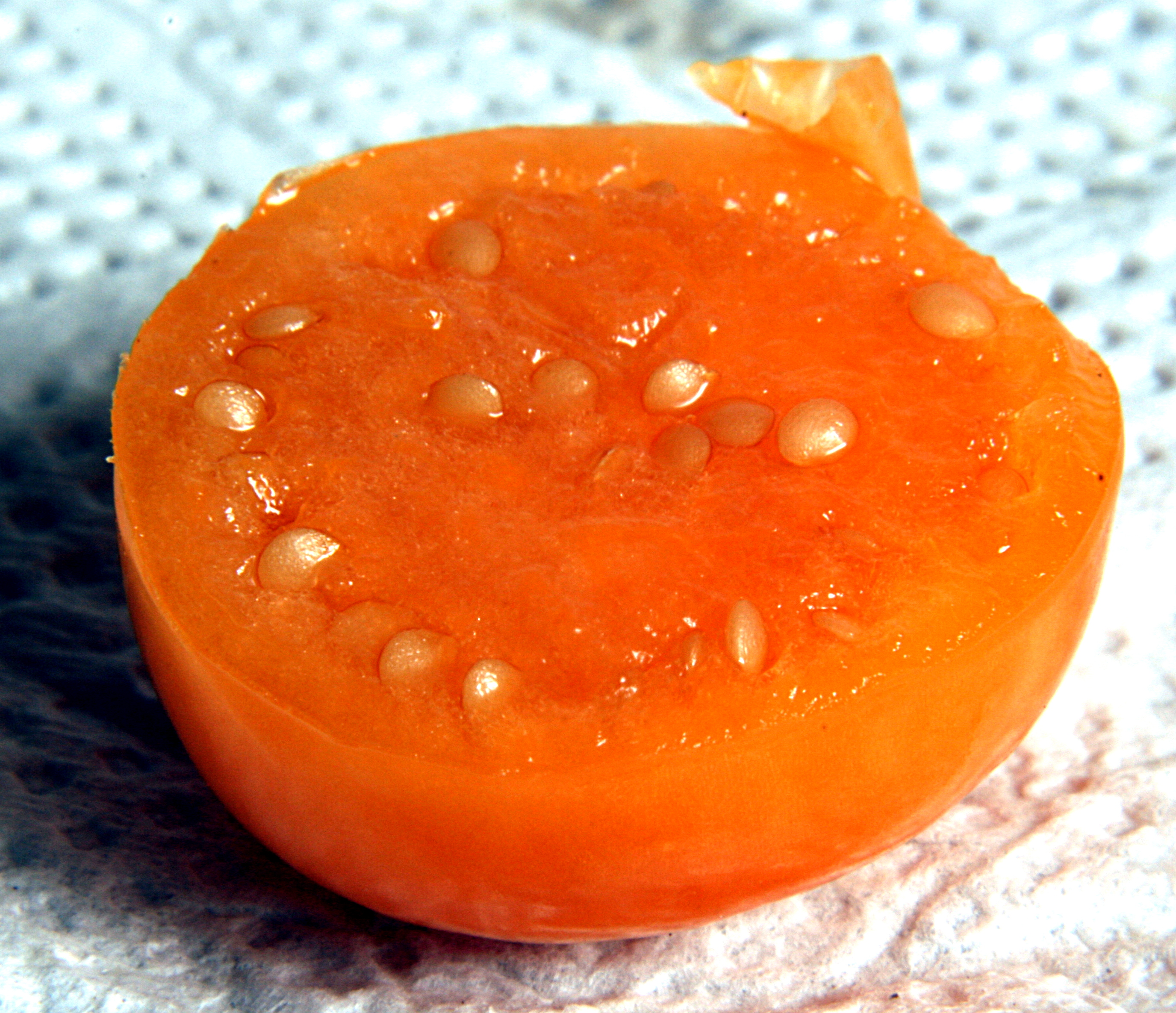
Schnitt durch eine Beere

Unter den Blasenkirschen gibt es wenige Arten, die von wirtschaftlicher Bedeutung sind. Dazu gehören beispielsweise die als Obst genutzte Kapstachelbeere (Physalis peruviana) oder die vor allem in Mexiko und dem Süden der USA bekannte und als Gemüse angebaute Tomatillo (Physalis philadelphica). Während die Tomatillo in deutschen Supermärkten nahezu unbekannt ist, wird die Kapstachelbeere nicht zuletzt wegen ihrer außergewöhnlichen Fruchthülle als Dekoration eingesetzt. Sie wird vor allem in Afrika, Südamerika, Indien und Java angebaut und in die ganze Welt exportiert. Weitere Anbauländer sind Australien, Kenia, Neuseeland, die USA und Südfrankreich. Die Haupterntezeit ist Dezember bis Juli. In Deutschland wird sie meist unter dem Gattungsnamen Physalis gehandelt. Seltener wird auch die Ananaskirsche oder Erdbeertomate (Physalis grisea und Physalis pruinosa) als Obst angebaut. Die Früchte der meisten anderen Arten besitzen einen unangenehmen Beigeschmack.
Ein Einsatz als Medizin gegen Harnwegserkrankungen ist sowohl aus europäischen Kräuterbüchern als auch von amerikanischen Kulturen bekannt. Die auch „(roter) Steinbrech“ genannte Pflanze bzw. Frucht wurde bereits im Altertum bei Urolithiasis verwendet. Die scharlachroten Beeren („Judenkirschen“) der aus China oder Europa stammenden Lampionblume (Physalis alkekengi) sind essbar, laut manchen Autoren aber giftig, die Pflanze ist wegen ihrer orangefarbenen Blütenkelche als Schnitt- und Trockenblume beliebt.